# Gemischtrennung
|  |  |
|  |  |

|  |  |  |  |  |
|  |  |  |  |  |

|  |  |
|  |  |

|  |  |  |  |  |
|  |  |  |  |  |
|  |  |  |  |  |

Unter Gemischtrennung wird die selbständig ablaufende oder mithilfe von Trennverfahren bewerkstelligte physikalische Entmischung von Stoffgemischen in dessen Bestandteile verstanden. Oft wirken dabei beispielsweise die Schwerkraft, statische Auftriebskräfte, unterschiedliche Sedimentationsgeschwindigkeiten oder Anhangskräfte auf die Bestandteile ein.
Im Gegensatz zu homogenen Stoffgemischen (Lösungen) neigen gasförmige und flüssige Dispersionen zur Selbstentmischung, wenn Dichteunterschiede der Bestandteile vorliegen. Das wird auch als Phasenseparation bezeichnet.
In der Analytischen Chemie werden insbesondere verschiedenen Arten der Chromatographie verwendet, um Inhaltsstoffe zu Analysezwecken aus Flüssigkeiten zu separieren. Bei der Gaschromatographie werden Gase und verdampfbare Flüssigkeiten in ihre Komponenten getrennt.

## Entmischen, Entmischung, Separation

### Entmischen von Feststoffen
Zu den einfacher zu handhabenden Verfahren der Entmischung von Feststoffen zählt die Ausnutzung eines bestehenden Dichteunterschiedes oder unterschiedlicher Korngrößen, beispielsweise Rütteln, Sieben, Windsichten, Seigern, Flotation lassen sich hierunter einordnen.

### Entmischen flüssiger Gemische
Aus alkoholischen Getränken entweicht mit der Zeit der Alkohol auf Grund seines niedrigeren Dampfdrucks.
Bei der fraktionierten Destillation wird der natürliche Vorgang („Ausdampfen“) durch Temperaturerhöhung beschleunigt.
Aus Abwässern werden in der Wasseraufbereitungsanlagen Fremdstoffe wie organische Fette, stickstoffreiche Filtrate (Fäkalien) und basische Waschmittelrückstände abgetrennt.
Erdöl wird in als Raffinerien bezeichneten Destillationsanlage in verschiedene Fraktionen entmischt.
Durch Zentrifugierung wird Butter aus Milch gewonnen.
Ausflockung werden suspendierte oder kolloidale Feststoffe aus Flüssigkeiten abgeschieden, so dass sie abfiltriert werden können.
Ein großer Anteil der nassanalytischen Methoden der anorganischen Chemie beruht hierauf.
Die verschiedenen Trennverfahren in der Metallurgie zur Gewinnung von reinen Metallen wurden unter dem Begriff Läuterung zusammengefasst.
Eines der wichtigsten Verfahren der anorganischen Chemie ist die Chlor-Alkali-Elektrolyse, die sowohl den Chemiegrundstoff Chlor, als auch metallisches Natrium liefert. 

Die Entmischung einer geschmolzenen, also verflüssigten, metallischen Legierung aus Bestandteilen unterschiedlicher Dichte kann von selbst oder durch Anwendung eines die Entmischung fördernden Verfahrens erfolgen. Die einfachste Art der Entmischung ist die Schwerkraftseigerung. Legierungsbestandteile mit hoher Dichte, wie Blei in einer Bronzelegierung, sinken nach unten, leichtere, wie Siliziumprimärkristalle in einer AlSi-Legierung, reichern sich im oberen Bereich der Schmelze an.

Die Möglichkeiten des Entmischens einer Schmelze durch bewusst herbeigeführte chemische Reaktionen sind vielfältig. So können aus dem Gemisch zu entfernende Bestandteile erst in ihre Oxide umgewandelt werden, anschließend von der flüssigen Basis abgetrennt werden (Schmelzebehandlung).
Bei der Glasherstellung wird ein heterogenes Gemisch von Quarzsand und verschiedenen Zuschlagstoffen nach dem „Gemengeschmelzen“ durch das „Lauterschmelzen“ (Läuterung) von unerwünschten Gasen befreit.
Kohlenstoffdioxid löst sich zu 99 % physikalisch in Wasser, nur 1 % wird chemisch umgesetzt (siehe dazu Wasserhärte). Bei kohlensäurehaltigen Mineralwässern ist deren „Ausperlen“ bei geöffneter Flasche eine Art der Entmischung.

### Separation gasförmiger Gemische
Luft besteht in Volumenprozenten zu 78,07 % aus Stickstoff, mit 20,95 % Sauerstoff, ferner 0,94 % Edelgasen (mehrheitlich Argon) und rund 0,03 % Kohlenstoffdioxid.
Carl von Linde verflüssigte die Luft, um sie dann durch fraktionierte Destillation in ihre Bestandteile zu zerlegen.

## Herangezogene Literatur
- Eintrag zu Gemische. In: Römpp Online. Georg Thieme Verlag, abgerufen am 20. Juni 2014.
- Herder-Lexikon Geologie und Mineralogie. Herder, Freiburg/Basel/Wien 1972, ISBN 3-451-16452-3.